# Montenescourt
Montenescourt est une commune française située dans le département du Pas-de-Calais en région Hauts-de-France. Ses habitants sont appelés les Montenescourtois. La commune est membre de la communauté de communes des Campagnes de l'Artois.

## Géographie

### Localisation
Localisée dans le sud-est du département du Pas-de-Calais et traversée par la rivière le Gy, Montenescourt est une commune située, à vol d'oiseau, à 7 km à l'est de la commune d'Avesnes-le-Comte et à 10 km à l'ouest de la commune d’Arras (aire d'attraction, chef-lieu d'arrondissement et préfecture du Pas-de-Calais).
Le territoire de la commune est limitrophe de ceux de cinq communes.
Les communes limitrophes sont  Agnez-lès-Duisans, Gouves, Habarcq, Wanquetin et Warlus.

### Géologie et relief
La superficie de la commune est de 5,08 km2 ; son altitude varie de 76  à   127 m.

### Hydrographie
Le territoire de la commune est situé dans le bassin Artois-Picardie.
La commune est drainée par trois cours d'eau : 
- le Gy, cours d'eau d'une longueur de 8,09 km, qui prend sa source dans la commune et se jette dans la rivière Scarpe au niveau de la commune de Duisans[4] ;

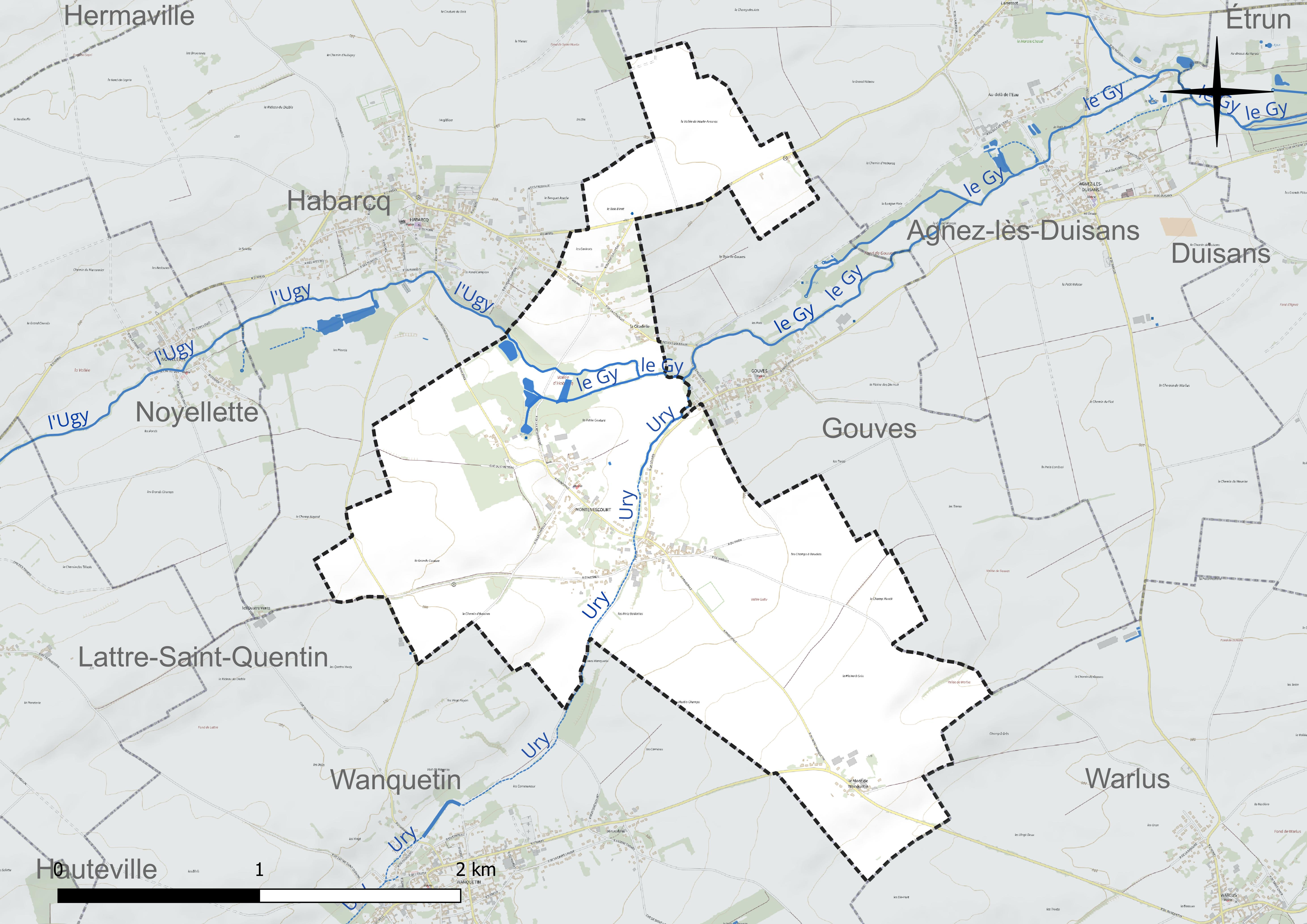
Réseau hydrographique de Montenescourt.

- le Ury, cours d'eau naturel de 7,09 km, qui prend sa source dans la commune de Gouy-en-Artois et se jette dans la rivière le Gy au niveau de la commune[5] ;
- l'Ugy, cours d'eau naturel de 5,82 km, qui prend sa source dans la commune de Noyelle-Vion et se jette dans le Gy au niveau de la commune[6].

### Climat
Pour des articles plus généraux, voir Climat des Hauts-de-France et Climat du Nord-Pas-de-Calais.
En 2010, le climat de la commune est de type climat océanique dégradé des plaines du Centre et du Nord, selon une étude du CNRS s'appuyant sur une série de données couvrant la période 1971-2000. En 2020, Météo-France publie une typologie des climats de la France métropolitaine dans laquelle la commune est exposée à un climat océanique et est dans la région climatique Nord-est du bassin Parisien, caractérisée par un ensoleillement médiocre, une pluviométrie moyenne régulièrement répartie au cours de l’année et un hiver froid (3 °C).
Pour la période 1971-2000, la température annuelle moyenne est de 10,2 °C, avec une amplitude thermique annuelle de 14,3 °C. Le cumul annuel moyen de précipitations est de 800 mm, avec 12,5 jours de précipitations en janvier et 9,1 jours en juillet. Pour la période 1991-2020, la température moyenne annuelle observée sur la station météorologique la plus proche, située sur la commune de Saulty à 11 km à vol d'oiseau, est de 10,4 °C et le cumul annuel moyen de précipitations est de 899,7 mm,. Pour l'avenir, les paramètres climatiques de la commune estimés pour 2050 selon différents scénarios d'émission de gaz à effet de serre sont consultables sur un site dédié publié par Météo-France en novembre 2022.

### Paysages
Pour un article plus général, voir Paysage en France.
La commune est située dans le paysage régional des grands plateaux artésiens et cambrésiens tel que défini dans l’atlas des paysages de la région Nord-Pas-de-Calais, conçu par la direction régionale de l'Environnement, de l'Aménagement et du Logement (DREAL),. Ce paysage régional, qui concerne 238 communes, est dominé par les « grandes cultures » de céréales et de betteraves industrielles qui représentent 70 % de la surface agricole utilisée (SAU).

### Milieux naturels et biodiversité
L’Inventaire national du patrimoine naturel (INPN) recense plusieurs espèces faunistiques et floristiques sur le territoire de la commune dont certaines sont protégées et d’autres menacées et quasi-menacées.

## Urbanisme

### Typologie
Au 1er janvier 2024, Montenescourt est catégorisée commune rurale à habitat dispersé, selon la nouvelle grille communale de densité à sept niveaux définie par l'Insee en 2022.
Elle est située hors unité urbaine. Par ailleurs la commune fait partie de l'aire d'attraction d'Arras, dont elle est une commune de la couronne,. Cette aire, qui regroupe 163 communes, est catégorisée dans les aires de 50 000 à moins de 200 000 habitants,.

### Occupation des sols
L'occupation des sols de la commune, telle qu'elle ressort de la base de données européenne d’occupation biophysique des sols Corine Land Cover (CLC), est marquée par l'importance des territoires agricoles (94,6 % en 2018), une proportion identique à celle de 1990 (94,6 %). La répartition détaillée en 2018 est la suivante : 
terres arables (74,9 %), prairies (16,6 %), zones urbanisées (5,4 %), zones agricoles hétérogènes (3,1 %). L'évolution de l’occupation des sols de la commune et de ses infrastructures peut être observée sur les différentes représentations cartographiques du territoire : la carte de Cassini (XVIIIe siècle), la carte d'état-major (1820-1866) et les cartes ou photos aériennes de l'IGN pour la période actuelle (1950 à aujourd'hui).

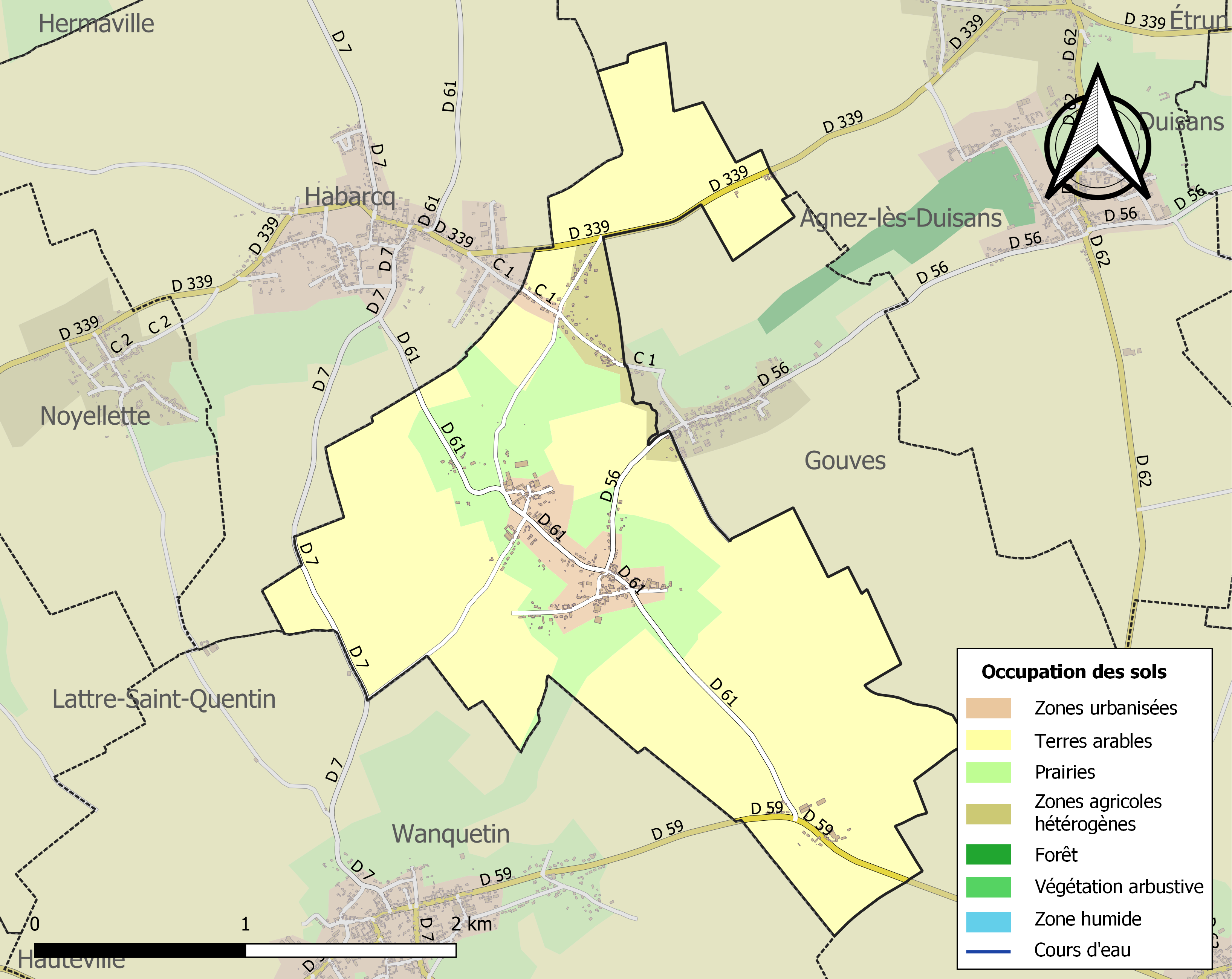
Carte des infrastructures et de l'occupation des sols de la commune en 2018 (CLC).

## Toponymie
| Formes successives du nom attestées pour la localité, - Montenoizcurt, 1070 (cart. de Saint-Vaast, p. 303) - Montenoicurtis, 1074 (cart. du chap. d’Arras, no 2) - Montenoycurt, 1142 (abb. d’Étrun, d. 1) - Montenoiscort, 1216 (chap. d’Arras, c. Mi-Pa) - Montenoiscurt, 1222 (cart. de Marœuil, fo 27 ro ) - Montenescort, 1250 (cart. des chapellenies d’Arr., fo 96 vo ) - Montenoicourt, 1261 (censier d’Arr., fo 44 ro ) - Montenescourt, 1279 (chap. d’Arr., c. C-F) - Montenoecourt, Montenoecort, XIIIe siècle (obit. Atrebat., fos 50 ro et 108 vo ) - Montenescours, 1300 (cart. des chapellenies d’Arr., fo 133 vo ) - Montescourt, 1516 (Arch. nat., J. 1005, no 3) - Montenescourt, 1793, An II - Montenescourt, 1801, Bulletin des lois |

## Politique et administration

### Découpage territorial
La commune se trouve dans l'arrondissement d'Arras du département du Pas-de-Calais.

#### Commune et intercommunalités
La commune est membre de la communauté de communes des Campagnes de l'Artois qui regroupe 96 communes et totalise 33 141 habitants en 2021.

#### Circonscriptions administratives
La commune est rattachée au canton d'Avesnes-le-Comte.

#### Circonscriptions électorales
Pour l'élection des députés, la commune fait partie de la première circonscription du Pas-de-Calais.

### Élections municipales et communautaires

#### Liste des maires
| Période                                  | Période                    | Identité          | Étiquette | Qualité                          |
| ---------------------------------------- | -------------------------- | ----------------- | --------- | -------------------------------- |
| Les données manquantes sont à compléter. |                            |                   |           |                                  |
| mars 2001                                | 2008                       | Jacques Facon     |           |                                  |
| mars 2008                                | 2020                       | Bernard Libessart |           | Réélu pour le mandat 2014-2020,  |
| 4 juillet 2020                           | En cours (au 30 mars 2022) | Freddy Balavoine  |           | Contremaître, agent de maîtrise, |

## Population et société

### Démographie
Les habitants sont appelés les Montenescourtois.

#### Évolution démographique
L'évolution du nombre d'habitants est connue à travers les recensements de la population effectués dans la commune depuis 1793. Pour les communes de moins de 10 000 habitants, une enquête de recensement portant sur toute la population est réalisée tous les cinq ans, les populations de référence des années intermédiaires étant quant à elles estimées par interpolation ou extrapolation. Pour la commune, le premier recensement exhaustif entrant dans le cadre du nouveau dispositif a été réalisé en 2005.

En 2022, la commune comptait 444 habitants, en évolution de −2,84 % par rapport à 2016 (Pas-de-Calais : −0,72 %, France hors Mayotte : +2,11 %).
| 1793 | 1800 | 1806 | 1821 | 1831 | 1836 | 1841 | 1846 | 1851 |
| ---- | ---- | ---- | ---- | ---- | ---- | ---- | ---- | ---- |
| 207  | 192  | 211  | 234  | 252  | 234  | 261  | 248  | 261  |

| 1856 | 1861 | 1866 | 1872 | 1876 | 1881 | 1886 | 1891 | 1896 |
| ---- | ---- | ---- | ---- | ---- | ---- | ---- | ---- | ---- |
| 249  | 233  | 247  | 236  | 221  | 251  | 236  | 211  | 217  |

| 1901 | 1906 | 1911 | 1921 | 1926 | 1931 | 1936 | 1946 | 1954 |
| ---- | ---- | ---- | ---- | ---- | ---- | ---- | ---- | ---- |
| 227  | 238  | 217  | 192  | 173  | 172  | 177  | 173  | 179  |

| 1962 | 1968 | 1975 | 1982 | 1990 | 1999 | 2005 | 2006 | 2010 |
| ---- | ---- | ---- | ---- | ---- | ---- | ---- | ---- | ---- |
| 169  | 153  | 227  | 362  | 418  | 408  | 431  | 419  | 438  |

| 2015 | 2020 | 2022 | - | - | - | - | - | - |
| ---- | ---- | ---- | - | - | - | - | - | - |
| 454  | 446  | 444  | - | - | - | - | - | - |

#### Pyramide des âges
En 2018, le taux de personnes d'un âge inférieur à 30 ans s'élève à 28,7 %, soit en dessous de la moyenne départementale (36,7 %). À l'inverse, le taux de personnes d'âge supérieur à 60 ans est de 33,2 % la même année, alors qu'il est de 24,9 % au niveau départemental.
En 2018, la commune comptait 236 hommes pour 219 femmes, soit un taux de 51,87 % d'hommes, largement supérieur au taux départemental (48,50 %).
Les pyramides des âges de la commune et du département s'établissent comme suit.
| Hommes | Classe d’âge | Femmes |
| ------ | ------------ | ------ |
| 0,4    | 90 ou +      | 1,9    |
| 6,1    | 75-89 ans    | 7,9    |
| 23,8   | 60-74 ans    | 26,5   |
| 20,3   | 45-59 ans    | 20,9   |
| 16,5   | 30-44 ans    | 18,6   |
| 12,1   | 15-29 ans    | 8,4    |
| 20,8   | 0-14 ans     | 15,8   |

| Hommes | Classe d’âge | Femmes |
| ------ | ------------ | ------ |
| 0,5    | 90 ou +      | 1,6    |
| 5,6    | 75-89 ans    | 8,9    |
| 16,7   | 60-74 ans    | 18,1   |
| 20,2   | 45-59 ans    | 19,2   |
| 18,9   | 30-44 ans    | 18,1   |
| 18,2   | 15-29 ans    | 16,2   |
| 19,9   | 0-14 ans     | 17,9   |

## Culture locale et patrimoine

### Lieux et monuments
- L'église Saint-Léger dédiée à Léger d'Autun.
- Le monument aux morts[36].

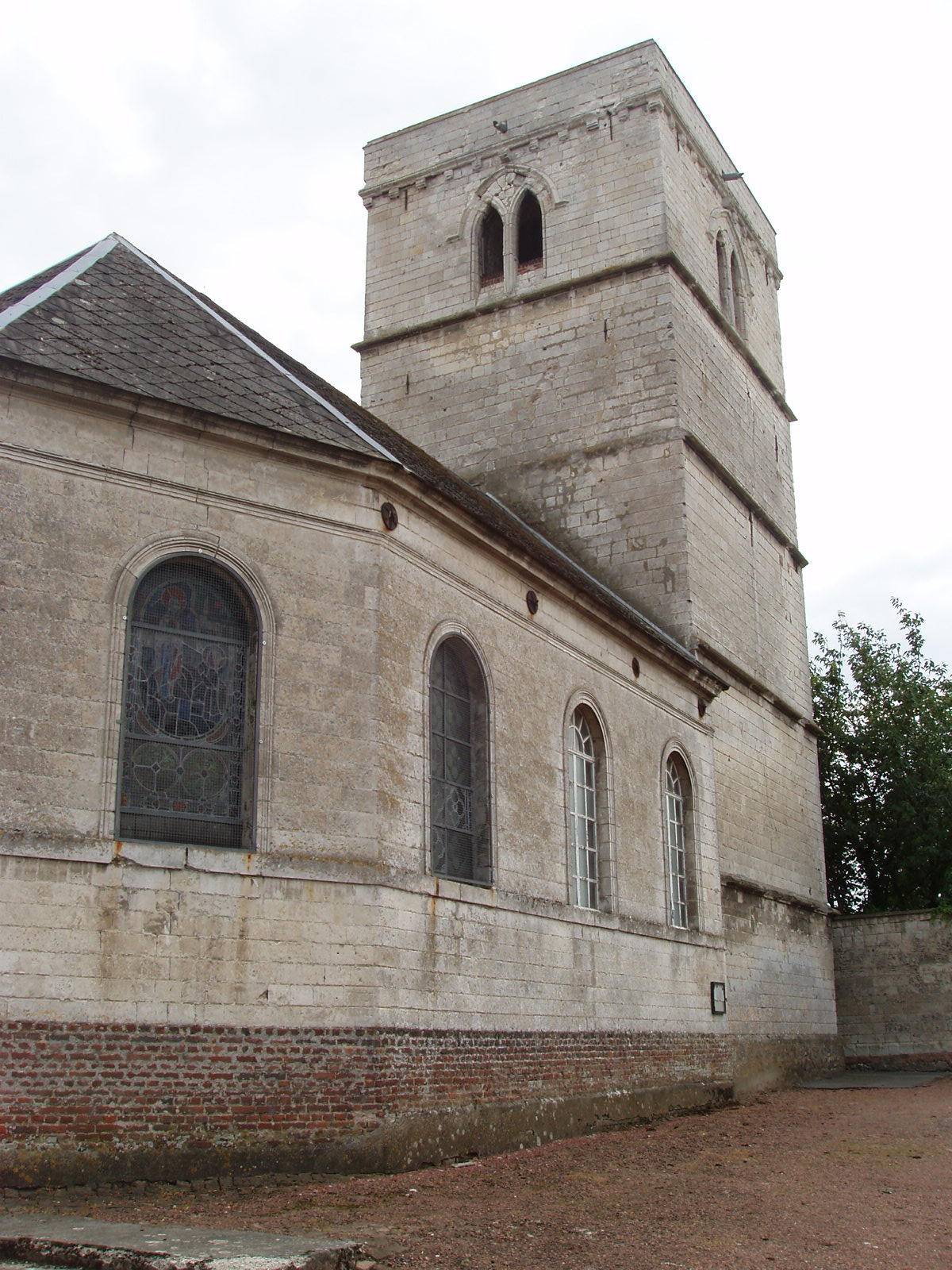
L'église Saint-Léger.
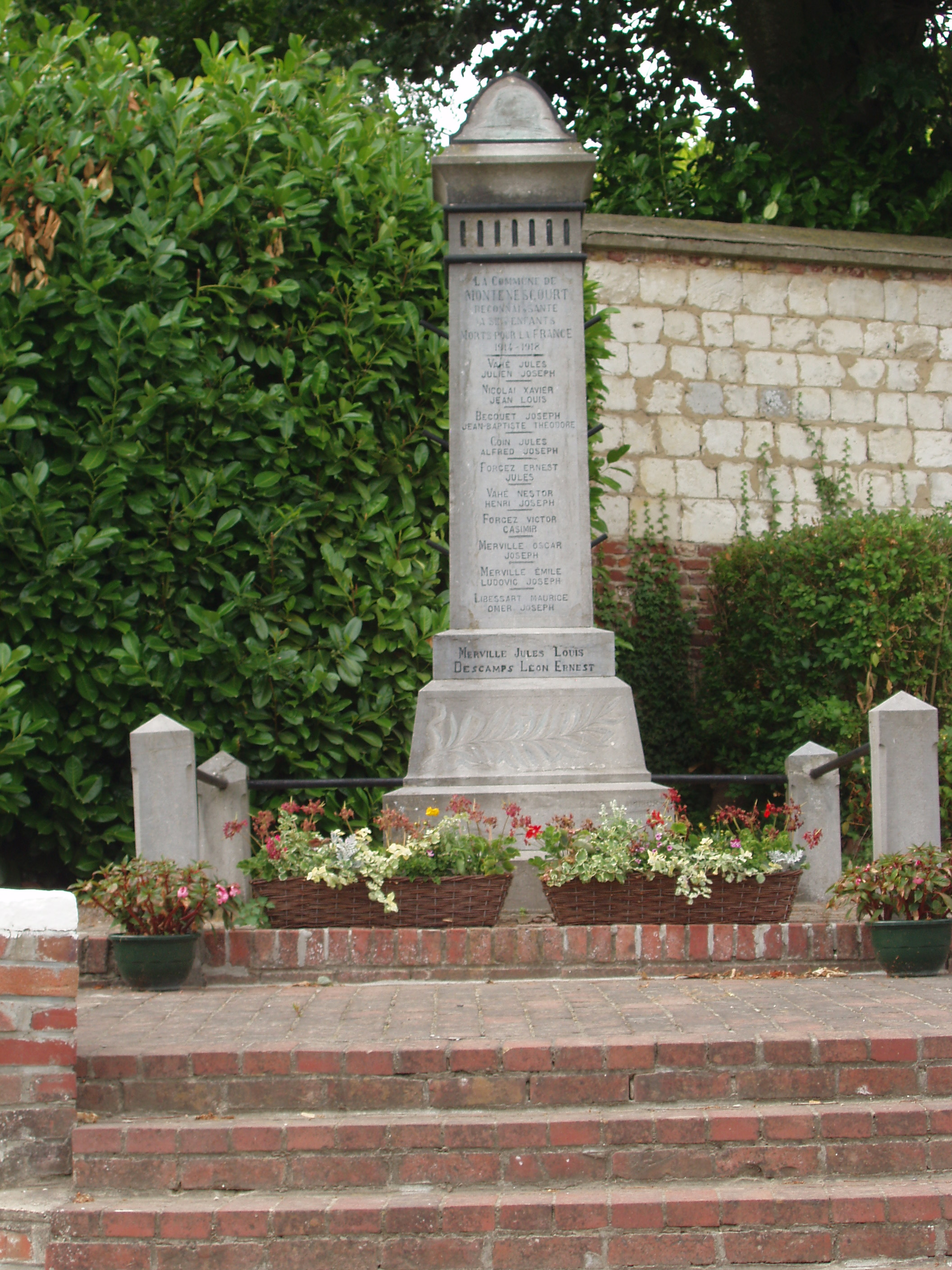
Le monument aux morts.

### Héraldique
| Blason de Montenescourt | Blason  | Taillé : au 1er d'or à la fontaine jaillissante d'azur, au 2e d'azur au mont isolé de six coupeaux d'or. |
| Blason de Montenescourt | Détails | Le statut officiel du blason reste à déterminer.                                                         |

## Pour approfondir

#### Bases de données, dictionnaires et encyclopédies
- Site officiel
- Ressources relatives à la géographie :   - Insee (communes)
  - Ldh/EHESS/Cassini
- Ressource relative à plusieurs domaines :   - Annuaire du service public français
- Notices d'autorité :   - BnF (données)